# Бред Девіс (актор)
Ро́берт Крі́л «Бред» Де́віс (англ. Robert Creel "Brad" Davis; 6 листопада 1949 — 8 вересня 1991) — американський актор театру і кіно, найбільш відомий за ролями у фільмах «Опівнічний експрес» та «Керель».

## Біографія
Роберт Кріл Девіс народився 6 листопада 1949 року в Таллахассі (штат Флорида) у сім'ї дантиста Юджина Девіса (англ. Eugene Davis) та його дружини Енн Кріл (англ. Anne Creel). Згідно зі статтею в газеті The New York Times (1987), в дитинстві Роберт зазнавав жорстокості та навіть сексуального насилля від обох батьків (Юджин Девіс занапастив життя та втратив роботу через алкоголізм). У 17 років Роберт Девіс переїздить до Атланти, де грає у Theater Atlanta, а пізніше — у Нью-Йорк, де одночасно навчається в Американській академії драматичних мистецтв (American Academy of Dramatic Arts) та грає у American Place Theater. В цей час він змінює ім'я на Бред (Brad), оскільки актор Роберт Девіс тоді вже існував. Граючи у небродвейських постановках («Crystal And Fox», «Four Friends» та ін.), Бред Девіс починає завойовувати популярність, разом з тим в середині 1970-х років стартує і його кар'єра у кіно: перші ролі він отримує в серіалах «Як пережити шлюб» (англ. How To Survive A Marriage), «Сибіл» (англ. Sybil) і «Баретта» (англ. Baretta). Однак найбільш відомою роботою актора стала роль Біллі Хейса (Billy Hayes) у трилері Алана Паркера «Опівнічний експрес» (англ. Midnight Express) (1978), за яку він отримав нагороду «Золотий глобус» як найкращий дебютант.
Після «Опівнічного експресу» Бред Девіс грає головну роль у франко-німецькому проекті режисера Райнера Вернера Фасбіндера (нім. Rainer Werner Fassbinder) «Керель» («Querelle») (1982), який через скандальний сюжет було сприйнято неоднозначно. Відгуки на цю стрічку мали різний характер — від повного розгрому до беззаперечного визнання її геніальності.
У 1987 році актор знімається з Шерон Стоун у трилері Дороті Енн П'юзо (англ. Dorothy Ann Puzo) «Холодна сталь» (англ. Cold Steel), однак кінострічка так і не набула популярності серед глядачів. В тому ж році актор грає головну роль у комедійному бойовику режисера Джеймса Леммо (James Lemmo) «Серце» (англ. Heart). У 1989 році вийшла комедія «Розалі йде за покупками» (англ. Rosalie Goes Shopping) з його участю, а у 1991 — трилер «Затяжний вогонь» (англ. Hangfire). Також в цей час актор знімається в телевізійних фільмах «Дитина темряви, дитина світла» (англ. Child Of Darkness, Child Of Light) та «Лігво драконів» (англ. The Habitation Of Dragons), що став останньою його роботою.
У 1990 році Девіс зіграв роль полковника Клауса фон Штауффенберга у кінострічці «Змова проти Гітлера» (англ. The Plot To Kill Hitler), яка є художнім відтворенням спроби кількох німецьких вищих офіцерів командування вбити Адольфа Гітлера та взяти під свій контроль уряд Третього Рейху.
З 1979 року був одружений з акторкою Сьюзен Блустейн (англ. Susan Bluestein), від якої в нього є донька Александра.
У 1979 внаслідок вживання ін'єкційних наркотичних речовин (їх актор почав вживати після успіху в «Опівнічному експресі») заразився ВІЛ, а у 1985 році Девісу було поставлено діагноз СНІД, однак через істерію, пов'язану з відкриттям цієї нової на той час хвороби, даний факт він приховував майже до самої смерті та продовжував зніматися в кіно.
Бред Девіс помер 8 вересня 1991 року; спочатку вважалося, що причиною смерті актора стали хвороби, спровоковані СНІДом, однак його дружина назвала справжню причину смерті — умисне передозування наркотичних речовин (евтаназія), що стало добровільним звільненням від страждань. Актор похований у Forest Lawn Memorial Park, що у Лос-Анджелесі (Голлівудські пагорби).

## Цікаві факти
- Зріст актора становив 175 см.
- У 1978 Бред Девіс був включений до списку дванадцяти «нових перспективних акторів».
- У Бреда Девіса є брат — Джин Девіс (Gene Davis), також актор.
- У 1985 Девіс отримав схвальну оцінку критиків за роль коханця чоловіка, що помирав від СНІДу, в постановці п'єси Ларрі Крамера «Нормальне серце» («The Normal Heart»). Однак кінокар'єра його після цього переживала не найкращі часи — у наступній кінострічці він знявся лише у 1989 — у комедії Персі Адлона «Розалі йде за покупками».
- Зігравши головну роль у фільмі Райнера Вернера Фассбіндера «Керель» — матроса-гомосексуала — актор мав професійний ризик: через те, що він вже грав у театральних спектаклях, присвячених темі гомосексуальності, ця робота могла мати згубні наслідки для його кар'єри. Становище могло погіршитися також через те, що «Керель» був здебільшого негативно сприйнятий критиками.
- Актор походив з аристократичної родини, члени якої були прямими нащадками президента Американської Конфедерації Джефферсона Девіса.[6]

## Особисте життя
Бред Девіс був бісексуалом.

## Фільми та серіали
- Баретта (Baretta) (серіал, 1975—1978)
- Моя пісня (Song Of Myself) (1976)
- Секретне життя Джона Чепмена (The Secret Life Of John Chapman) (ТБ, 1976)
- Сибіл (Sybil) (ТБ, 1976)
- Корені (Roots) (серіал, 1977)
- Опівнічний експрес (Midnight Express) (1978)
- Маленьке коло друзів (A Small Circle Of Friends) (1980)
- Шепіт янголів (A Rumor Of War) (ТБ, 1980)
- Найвидатніший чоловік у світі (The Greatest Man In The World) (ТБ, 1980)
- Вогняні колісниці (Chariots Of Fire) (1981)
- Керель (Querelle) (1982)
- Шерифи (Chiefs) (серіал, 1983)
- Автостопщик (The Hitchhiker) (серіал, 1983—1991)
- Роберт Кеннеді та його часи (Robert Kennedy And His Times) (серіал, 1985)
- Зона сутінків (The Twilight Zone) (серіал, 1985—1989)
- Альфред Хічкок презентує (Alfred Hitchcock Presents) (серіал, 1985—1989)
- Кровні зв'язки (Il Cugino Americano) (1986)
- Помста: історія Тоні Сімо (Vengeance: The Story of Tony Cimo) (ТБ, 1986)
- Коли час приходить (When The Time Comes) (ТБ, 1987)
- Холодна сталь (Cold Steel) (1987)
- Серце (Heart) (1987)
- Повстання Кейна: Воєнно-польовий суд (The Caine Mutiny Court-Martial) (ТБ, 1988)
- Розалі йде за покупками (Rosalie Goes Shopping) (1989)
- На краю (The Edge) (1989)
- Змова Веселкового Бійця (The Rainbow Warrior Conspiracy) (ТБ, 1989)
- Невимовні акти (Unspeakable Acts) (ТБ, 1990)
- Змова проти Гітлера (The Plot To Kill Hitler) (ТБ, 1990)
- Затяжний постріл (Hangfire) (1991)
- Дитина темряви, дитина світла (Child of Darkness, Child of Light) (ТБ, 1991)
- Лігво драконів (The Habitation of Dragons) (ТБ, 1992)[3]